# Verbascum cedreti
Verbascum cedreti är en flenörtsväxtart som beskrevs av Pierre Edmond Boissier. Verbascum cedreti ingår i släktet kungsljus, och familjen flenörtsväxter. Inga underarter finns listade i Catalogue of Life.